# Canton d'Angers-3
Le canton d'Angers-3 est une circonscription électorale française du département de Maine-et-Loire.

## Histoire
Le canton d'Angers-III a été créé par décret du 23 juillet 1973 redécoupant les cantons d'Angers-Est, Angers-Sud, Angers-Ouest et Angers-Nord en sept cantons.
Il est supprimé par le décret du 23 janvier 1985 réorganisant les cantons d'Angers.
Un nouveau découpage territorial de Maine-et-Loire entre en vigueur à l'occasion des élections départementales de 2015. Il est défini par le décret du 26 février 2014, en application des lois du 17 mai 2013 (loi organique 2013-402 et loi 2013-403). Les conseillers départementaux sont, à compter de ces élections, élus au scrutin majoritaire binominal mixte. Les électeurs de chaque canton élisent au Conseil départemental, nouvelle appellation du Conseil général, deux membres de sexe différent, qui se présentent en binôme de candidats. Les conseillers départementaux sont élus pour 6 ans au scrutin binominal majoritaire à deux tours, l'accès au second tour nécessitant 12,5 % des inscrits au 1er tour. En outre la totalité des conseillers départementaux est renouvelée. Ce nouveau mode de scrutin nécessite un redécoupage des cantons dont le nombre est divisé par deux avec arrondi à l'unité impaire supérieure si ce nombre n'est pas entier impair, assorti de conditions de seuils minimaux. En Maine-et-Loire, le nombre de cantons passe ainsi de 41 à 21. Le canton d'Angers-3 est recréé par ce décret.
Il est formé de communes des anciens cantons d'Angers-Ouest (1 commune), de Saint-Georges-sur-Loire (5 communes), du Louroux-Béconnais (1 commune) et d'Angers-Nord (1 commune). Il est entièrement inclus dans l'arrondissement d'Angers. Le bureau centralisateur est situé à Angers.

## Représentation

### Représentation de 1973 à 1985
| Période | Période      | Identité       | Étiquette | Qualité                                                                             |
| ------- | ------------ | -------------- | --------- | ----------------------------------------------------------------------------------- |
| 1973    | 1975 (décès) | Suzanne Bouvet | DVD       | Adjointe au maire d'Angers, ancienne conseillère générale du canton d'Angers-Centre |
| 1975    | 1985         | Pierre Roland  | RPR       |                                                                                     |

### Représentation depuis 2015
| Période élective | Période élective | Mandat | Mandat   | Identité         | Nuance | Nuance | Qualité |
| ---------------- | ---------------- | ------ | -------- | ---------------- | ------ | ------ | --- |
| 2015             | 2021             | 2015   | 2021     | Fatimata Amy     |        | PS     | Professeure de mathématiques à l'Université d'Angers Conseillère municipale d'Angers Ancienne Conseillère générale du Canton d'Angers-Ouest (2011-2015) |
| 2015             | 2021             | 2015   | 2021     | Didier Roisné    |        | PS     | Formateur retraité Maire de Beaucouzé (2001-2020) |
| 2021             | 2028             | 2021   | en cours | Sophie Lebeaupin |        | DVD    | Responsable de magasin, adjointe au maire d'Angers |
| 2021             | 2028             | 2021   | en cours | Franck Poquin    |        | DVD    | Agrégé de sciences physiques, maire de Saint-Léger-de-Linières. Membre d'Horizons depuis 2022                                                           |

### Résultats détaillés

#### Élections de mars 2015
À l'issue du 1er tour des élections départementales de 2015, deux binômes sont en ballottage : Fatimata Amy et Didier Roisné (PS, 35,37 %) et Michelle Moreau et Franck Poquin (Union de la Droite, 30,67 %). Le taux de participation est de 49,68 % (12 312 votants sur 24 785 inscrits) contre 49,68 % au niveau départemental et 50,17 % au niveau national.
Au second tour, Fatimata Amy et Didier Roisné (PS) sont élus avec 53,30 % des suffrages exprimés et un taux de participation de 48,45 % (5 915 voix pour 12 010 votants et 24 786 inscrits).

#### Élections de juin 2021
Le premier tour des élections départementales de 2021 est marqué par un très faible taux de participation (33,26 % au niveau national). Dans le canton d'Angers-3, ce taux de participation est de 31,43 % (8 268 votants sur 26 307 inscrits) contre 29,36 % au niveau départemental. À l'issue de ce premier tour, deux binômes sont en ballottage : Martine Normand et Didier Roisné (PS, 44,91 %) et Sophie Lebeaupin et Franck Poquin (DVD, 44,2 %).
Le second tour des élections est marqué une nouvelle fois par une abstention massive équivalente au premier tour. Les taux de participation sont de 34,36 % au niveau national, 30,37 % dans le département et 34,26 % dans le canton d'Angers-3. Sophie Lebeaupin et Franck Poquin (DVD) sont élus avec 51,36 % des suffrages exprimés (4 401 voix pour 9 015 votants et 26 310 inscrits),,. 

## Composition

### Composition de 1973 à 1985
Lors de sa création, le canton d'Angers-III a repris la délimitation de l'ancien canton d'Angers-Est.

### Composition depuis 2015
| Nom                            | Code Insee | Intercommunalité          | Superficie (km2) | Population (dernière pop. légale)                 | Densité (hab./km2) | Modifier                                    |
| ------------------------------ | ---------- | ------------------------- | ---------------- | ------------------------------------------------- | ------------------ | ------------------------------------------- |
| Angers (bureau centralisateur) | 49007      | CU Angers Loire Métropole | 42,71            | Fraction : 24 223 (2022) Commune : 157 555 (2022) | 3 689              | modifier les données · modifier les données |
| Beaucouzé                      | 49020      | CU Angers Loire Métropole | 19,34            | 5 618 (2022)                                      | 290                | modifier les données · modifier les données |
| Béhuard                        | 49028      | CU Angers Loire Métropole | 2,21             | 119 (2022)                                        | 54                 | modifier les données · modifier les données |
| Saint-Clément-de-la-Place      | 49271      | CU Angers Loire Métropole | 33,23            | 2 139 (2022)                                      | 64                 | modifier les données · modifier les données |
| Saint-Lambert-la-Potherie      | 49294      | CU Angers Loire Métropole | 13,81            | 2 961 (2022)                                      | 214                | modifier les données · modifier les données |
| Saint-Léger-de-Linières        | 49298      | CU Angers Loire Métropole | 24,08            | 3 860 (2022)                                      | 160                | modifier les données · modifier les données |
| Saint-Martin-du-Fouilloux      | 49306      | CU Angers Loire Métropole | 14,82            | 1 693 (2022)                                      | 114                | modifier les données · modifier les données |
| Savennières                    | 49329      | CU Angers Loire Métropole | 21,01            | 1 351 (2022)                                      | 64                 | modifier les données · modifier les données |
| Canton d'Angers-3              | 4903       |                           |                  | 41 964 (2022)                                     |                    | modifier les données                        |

À la suite de la fusion, au 1er janvier 2019, de Saint-Jean-de-Linières et de Saint-Léger-des-Bois pour former la commune de Saint-Léger-de-Linières, le nombre de communes entières descend à 7.
Le canton d'Angers-3 comprend :
1. sept communes entières,
2. la partie de la commune d'Angers située à l'ouest d'une ligne définie par l'axe des voies et limites suivantes : depuis la limite territoriale de la commune d'Avrillé, avenue René-Gasnier, rue Saint-Lazare, place du Docteur-Bichon, boulevard Georges-Clemenceau, boulevard Descazeaux, place de la Laiterie, rue Beaurepaire, pont de Verdun, cours de la Maine, route départementale 323, jusqu'à la limite territoriale de la commune de Beaucouzé.

## Démographie
En 2022, le canton comptait 41 964 habitants, en évolution de +5,5 % par rapport à 2016 (Maine-et-Loire : +2,12 %, France hors Mayotte : +2,11 %).
| 2013   | 2018   | 2022   |
| ------ | ------ | ------ |
| 39 172 | 41 169 | 41 964 |